# Astadelphis
Astadelphis — рід дельфінідів, які жили в Італії, Іспанії та США в епоху пліоцену й четвертинного періоду, приблизно від 5.33 до 0.01 мільйонів років тому. Рід містить типовий вид Astadelphis gastaldi, описаний 1874 року.